# ゲオルク・ルンフィウス

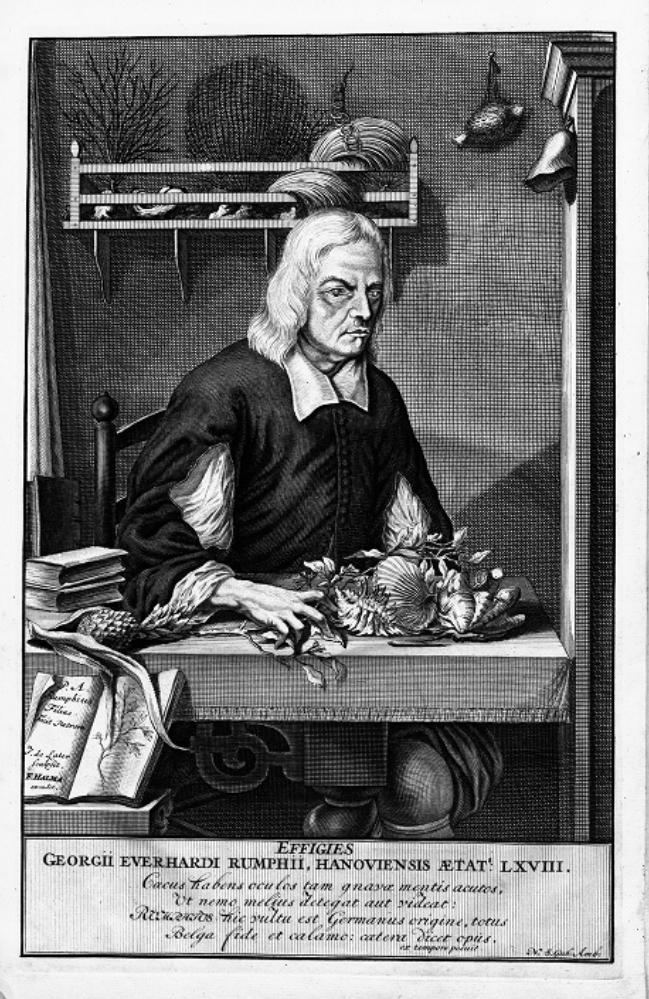
Georg Eberhard Rumpf.

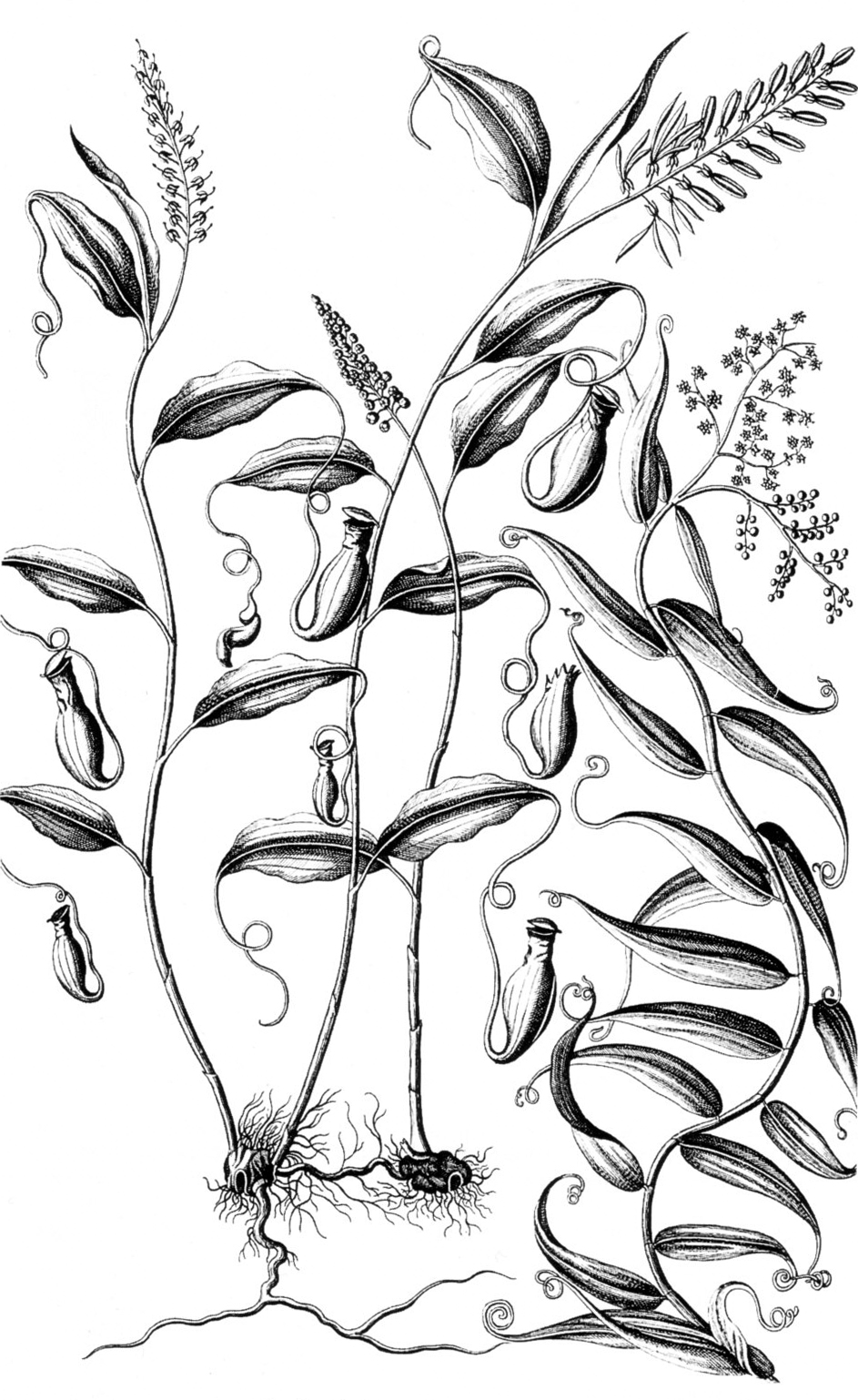
著書の図版

ゲオルク・エバーハルト・ルンフィウスまたはルンプフ（Georg Eberhard Rumphius、元の名は Rumpf、1627年頃 - 1702年6月15日）はドイツ生まれで、オランダ東インド会社で働いた植物学者である。『アンボイナ植物誌』（Herbarium Amboinense）で知られる。民族学的な研究も行い、植民地主義に対してアンボン島の人々を守ろうとしたことでも知られる。

## 生涯
ハーナウの建築家、エンジニアの息子に生まれた。母親はオランダ語が話されている国境の町クレーヴェの知事の妹だった。母親からオランダ語を学んだと思われ、幼いころからオランダ語を話した。その前半生は波乱に飛んだもので、学生の時に誘拐されブラジルのオランダ軍に売り飛ばされたのを皮切りに、船が難破し、オランダと対立していたポルトガル人に捕虜にされ、奴隷とされたとされる。
1651年におそらく母親の実家の関係から、オランダ東インド会社に雇われ、1652年12月にオランダ領東インドに向かった。1653年7月にバタヴィアに着き、1654年にアンボン島へ派遣された。その後民生部門に移り、動植物の研究を始めた。バタビアの総督のJoan Maetsuyckerは、ルンフィウスに通常の業務を離れ、研究に専念させた。「東インドのプリニウス」と呼ばれるようになった。
ルンフィウスは『アンボイナ植物誌』の著者として知られる。アンボン島の1,200あまりの植物の一覧と分類を記したもので、没後の1741年に出版された。ルンフィウスは妻子を地震と津波で失い、集めた図を火事で失うなど不幸にみまわれ、1670年頃には緑内障で失明したが、口述筆記でこの大著を完成した。著作は1680年後に完成したが、機密をまもろうとする東インド会社の方針で出版は遅らされた。ルンフィウスの仕事はカール・フォン・リンネの分類の研究に貢献した。ヨーロッパの学者と遠く離れていたにもかかわらず、ウィーンの学会の会員に選ばれ、モルッカ海の貝の標本はトスカーナのメディチ家に送られた。

## 著書
- Herbarium Amboinense(1747)
- Amboinsche Rariteitkamer (Amboina Curiosity Cabinet,  1705)
- Amboinsche Historie (Amboina History)
- Amboinsche Lant-beschrijvinge (a social geography)
- Amboinsch Dierboek (Amboina animal book, lost)